# De Sims 2: Seizoenen
De Sims 2: Seizoenen (Engels: The Sims 2: Seasons) is de vijfde uitbreiding van De Sims 2. Het werd ontwikkeld door Maxis en uitgegeven door Electronic Arts. In Europa kwam het pakket op 2 maart 2007 uit.

## Gameplay
In dit uitbreidingspakket kunnen de Sims zich bezighouden met allerlei buitenactiviteiten die te maken hebben met de seizoenen, zoals sneeuwbalgevechten in de winter, bloemen verzamelen in de lente, spelletjes in het zwembad in de zomer of bladeren harken in de herfst. Ook zal de uitbreiding dingen bevatten die te maken hebben met het weer, zoals regen, hagel, bliksem en sneeuw. De Sims kunnen nu te maken krijgen met nieuwe ziektes, zoals griep, verkoudheid en ze kunnen verbrand raken door de zon.

### PlantSim
Het "monster" in dit pakket is een PlantSim, een groene Sim die bladeren als kleding draagt en lijkt op een plant. Deze kunnen onder andere met planten praten. Een Sim kan een PlantSim worden door het vaak gebruiken van een insectenverdelger nadat de gouden onderscheiding van tuinieren is behaald. PlantSims kunnen een drankje kopen om terug een normale Sim te worden.